# Убить заново
«Убить заново» (англ. Re-Kill; в России также известен как «Перезагрузка») — фильм ужасов с элементами боевика болгарского режиссёра Валерия Милева, вышедший в 2015 году. В главных ролях снимались Скотт Эдкинс, Даниэлла Алонсо и Брюс Пэйн.

## Сюжет
За пять лет до событий фильма, в мире произошла глобальная катастрофа — появляется некий вирус, превращающий людей в плотоядных зомби, жертвами которого стали 4 миллиарда людей по всей Земле. В Соединённых Штатах Америки формируется специальное военное подразделение «Добивальщики» (англ. Re-Kill Division), чьей задачей является поиск и уничтожение инфицированных. Работу отряда снимают на камеру и затем показывают на телевидении в качестве развлекательного шоу.
В пригороде Нового Орлеана, штат Луизиана, отряд «Добивальщиков» попадает в засаду живых мертвецов и погибает практически в полном составе: выживает лишь солдат Алекс Уинстон и прикомандированная к отряду журналистка. Обнаружив, что женщина укушена, Уинстон убивает её выстрелом из пистолета. Командование присоединяет Уинстона к другому подразделению под названием Отряд 8 (англ. Division 8). Данному отряду предстоит найти и уничтожить альфа-зомби, известного как Элвис.

## В ролях
| Актёр           | Роль                                                              |
| --------------- | ----------------------------------------------------------------- |
| Скотт Эдкинс    | Трент Паркер                                                      |
| Даниэлла Алонсо | Роуз Мэттьюс                                                      |
| Брюс Пэйн       | Алекс Уинстон боец-ветеран и проповедник, ставший членом Отряда 8 |
| Джесси Гарсия   | Омар Эрнандез бывший вор, ставший членом Отряда 8                 |
| Роджер Р. Кросс | Сержант командир Отряда 8                                         |
| Райчо Василев   | «Элвис» лидер зомби                                               |
| Лайке Андерсон  | Том Фалькирк новобранец в Отряде 8                                |
| Мэдисон Вульф   | маленькая девочка                                                 |
| Атанас Сребрев  | техник                                                            |